# A Dramatic Turn of Events
| 전문가 평가  | 전문가 평가 |
| 총 점수      | 총 점수     |
| 출처         | 점수        |
| ------------ | ----------- |
| 메타크리틱   | 55/100      |
| 평가 점수    |             |
| 출처         | 점수        |
| AllMusic     | [ 2 ]       |
| The Gazette  | [ 3 ]       |
| PopMatters   | 5/10        |
| Sputnikmusic | 3.5/5       |

《A Dramatic Turn of Events》는 미국의 프로그레시브 메탈 밴드 드림 시어터가 2011년 9월 로드러너 레코드를 통해 전 세계에 발매한 열한 번째 스튜디오 음반이다. 이 음반은 2010년 9월 창립 멤버 마이크 포트노이가 탈퇴한 이후 드러머 마이크 맨지니가 참여한 첫 번째 음반이다. 이 음반은 2011년 1월부터 6월까지 뉴욕주 롱아일랜드의 코브 시티 사운드 스튜디오에서 작사, 녹음, 믹싱 및 마스터링되었다. 기타리스트 존 페트루치가 프로듀싱하고 앤디 월리스가 믹싱했다. 두 개의 싱글 〈On the Backs of Angels〉와 〈Build Me Up, Break Me Down〉은 음반 홍보를 위해 발매되었다.
드라마틱한 사건의 전환을 위해, 드림 시어터는 스스로를 재평가하고 재구성하면서 자칭 음악적인 변화를 겪었다. 이 음반은 밴드의 과거 음반들 중 두 개인 《Images and Words》 (1992년)와 《Metropolis Pt. 2: Scenes from a Memory》 (1999년)와 스타일적으로 비교를 이끌어냈다. 음반의 많은 곡들은 그 음반의 주요 작곡가들 중 한 명인 페트루치가 포트노이가 떠난 후 팬들에게 책임감을 느꼈기 때문에 특정한 목적을 염두에 두고 쓰여졌다. 이 음반의 제목은 리비아 내전과 같은 동시대의 폭동을 포함하여 사람들의 삶에 영향을 미친 역사의 극적인 변화에 대한 반복되는 서정적인 주제에서 비롯되었다.
상업적인 성공을 거둔 《A Dramatic Turn of Events》는 데뷔 주 동안 미국에서 36,000장의 판매고를 올리며 미국 빌보드 200에서 8위에 올랐다. 이 음반은 비평가들로부터 엇갈린 평가를 받았지만 그럼에도 불구하고 드림 시어터는 〈On the Backs of Angels〉로 첫 그래미 어워드 지명을 받았다. 2011년 7월부터 2012년 9월까지 밴드는 《A Dramatic Turn of Events》 투어에서 이 음반을 지원했다.

## 배경

### 새 드러머
2010년 9월 8일, 드러머 마이크 포트노이는 다른 프로젝트에서의 더 나은 관계, 소진, 그리고 휴식에 대한 그의 열망을 이유로 들면서 그가 드림 시어터를 떠날 것이라고 발표했다. 뮤직레이더의 상황을 자세히 설명하면서, 기타리스트 존 페트루치는 원래 포트노이가 밴드를 떠나기를 원하지 않았고, 그가 단지 5년의 긴 휴식을 원했다고 밝혔다. 밴드의 나머지가 그의 제안을 거절한 후에야 포트노이는 공식적으로 그만두기로 결정했다.
페트루치는 포트노이의 출발을 드림 시어터가 직면해야 했던 가장 어려운 일들 중 하나라고 불렀고, 그가 처음 그 소식을 들었을 때에 대해 이야기하면서, 키보디스트인 조던 루디스는 "알다시피, 그를 잃는 것이 얼마나 깊은지, 얼마나 어려운지에 대한 아이디어를 주기 위해… 우리가 그와 전화를 끊은 후에… 저는 문자 그대로 제 작업실 계단에 앉아서 울었습니다. 이 남자는 우리 모두가 사랑하고 존경하는 제 친구입니다. 우리는 그것이 무너지는 것을 보고 싶지 않았습니다."라고 말했다.

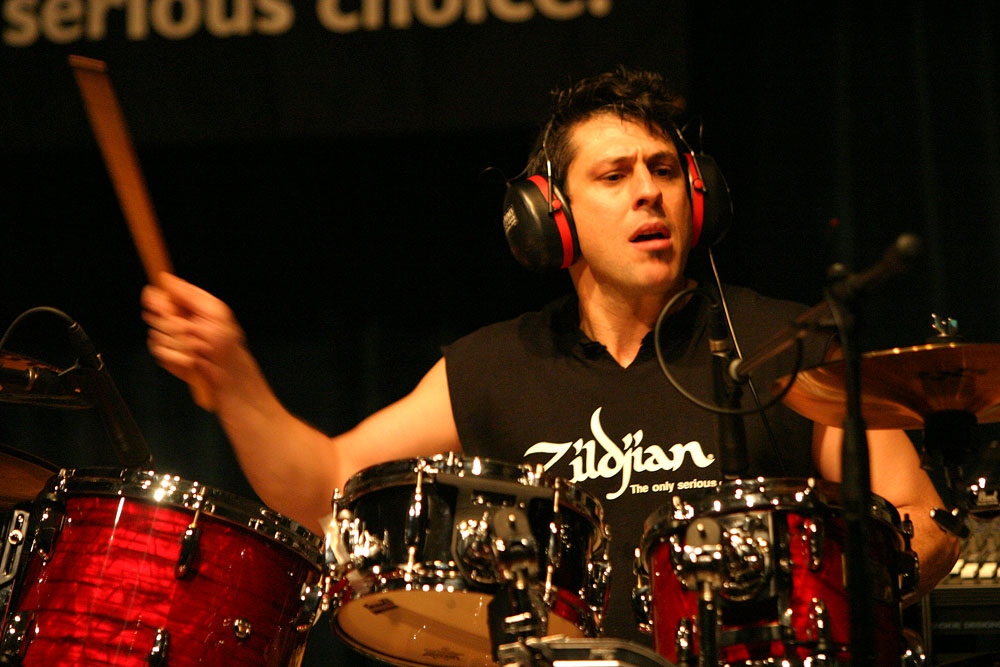
마이크 맨지니 (2004년 사진)는 엄격한 오디션 과정을 거쳐 드림 시어터의 새로운 드러머로 발탁되었다.

포트노이가 떠난 지 한 달이 조금 넘었을 때, 드림 시어터는 뉴욕에서 새로운 드러머를 위한 오디션을 시작했다. 오디션에 초대된 드러머들은 마이크 맨지니, 데릭 로디, 토머스 랭, 버질 도나티, 마르코 미네만, 아퀼스 프리스터, 피터 윌더였다. 2011년 4월, 밴드는 맨지니가 《The Spirit Carries On》이라고 불리는 3부작 유튜브 다큐멘터리 시리즈를 통해 선발된 드러머라고 발표했다.
맨지니가 드림 시어터에 합류한 직후, 포트노이는 그 밴드에 다시 합류할 것을 요청하는 이메일을 보냈지만, 그의 시도는 거절당했다. 밴드에 도착한 것을 반성하며, 맨지니는 노이즈크리프에게 "제가 볼 때, 제가 돌이켜 볼 때, 일어난 일은 이 밴드가 일종의 다시 시작한 것이었다고 생각합니다. 그들은 드러머를 찾으면서 새로운 장소에 있었고, 제가 뉴스를 들었을 때, 충격이 사라진 후, 저는 기본적으로 제가 무엇을 하고 싶은지 알았고, 그것은 단지 그들이 가고 싶은 곳에 와서 지원하려고 노력하는 것이었습니다. 그들은 비전을 가지고 있었고, 그들은 훌륭한 아이디어를 가지고 있었고, 저는 단지 그들이 그러한 것들을 성취하도록 돕고 싶었습니다."라고 말했다.

### 작업 및 녹음
2011년 1월 3일, 드림 시어터는 새로운 음반 작업을 시작하기 위해 코브 시티 사운드 스튜디오에 들어갔다. 비록 존 페트루치가 데모, 리프, 그리고 노래들을 집에서 가져왔지만, 그 음반은 대부분 스튜디오에서 쓰여졌다. 작곡은 3월 2일에 완성되었고 마이크 맨지니 없이 끝났다. 그 밴드는 이미 프로그램된 드럼으로 모든 노래들의 데모를 만들었고 그 부분들을 배우고 "그만의 것들을 추가"한 맨지니에게 보냈다. 《Rock Your Life》를 위한 작곡 과정을 되돌아보면서, 조던 루디스는 밴드의 접근 방식이 과거보다 그의 키보드에 더 개방적이었고 마이크 포트노이가 떠난 후 그와 페트루치는 "마치, 자유로워졌다"고 설명했다. 보컬리스트 제임스 라브리에와 베이시스트 존 명은 각각 최근 몇 년 동안보다 더 많은 작곡에 기여했다.
4월 14일, 라브리에는 보컬을 추적하기 시작했고, 6월 28일, 앤디 월리스가 처리했던 음반의 믹싱과 마스터링이 끝났다. 라브리에의 모든 보컬은 엔지니어 리처드 치스키와 함께 캐나다에서 녹음되었다. 원래, 라브리에는 뉴욕에서 멀리 떨어진 곳에서 음반의 첫 두 곡만 녹음할 계획이었지만, 나머지 보컬을 끝내기 위해 그곳으로 비행한 후, "그냥 느낌이 좋지 않았다"고 캐나다로 돌아가기로 결정했다.

## 곡 목록
모든 곡들은 특별한 언급이 없는 한 존 페트루치에 의해 작사하였다.
| #  | 제목                           | 작사         | 작곡                                  | 재생 시간 |
| -- | ------------------------------ | ------------ | ------------------------------------- | --------- |
| 1. | 〈On the Backs of Angels〉     |              | 페트루치, 조던 루디스, 존 명          | 8:42      |
| 2. | 〈Build Me Up, Break Me Down〉 |              | 페트루치, 루디스, 명, 제임스 라브리에 | 6:59      |
| 3. | 〈Lost Not Forgotten〉         |              | 페트루치, 루디스, 명, 라브리에        | 10:11     |
| 4. | 〈This Is the Life〉           |              | 페트루치, 루디스                      | 6:57      |
| 5. | 〈Bridges in the Sky〉         |              | 페트루치, 루디스, 명                  | 11:01     |
| 6. | 〈Outcry〉                     |              | 페트루치, 루디스, 명                  | 11:24     |
| 7. | 〈Far from Heaven〉            | 라브리에     | 페트루치, 루디스, 라브리에            | 3:56      |
| 8. | 〈Breaking All Illusions〉     | 명, 페트루치 | 페트루치, 루디스, 명                  | 12:25     |
| 9. | 〈Beneath the Surface〉        |              | 페트루치                              | 5:26      |